# Jean-Loïc-Claude Dersoir
Jean-Loïc-Claude Dersoir, född 14 november 1972, är en fransk travtränare och travkusk och montéryttare. Han kört och ridit hästar som One du Rib, Memphis du Rib, Nikita du Rib, Hirondelle du Rib, Ina du Rib åt tränaren Joël Hallais. Som tränare är han mest kända häst Cash du Rib. Han har som tränare vunnit över 750 lopp och som kusk över 1800 lopp.

## Karriär
Jean-Loïc-Claude Dersoir blev lärling vid 15 års ålder för att sedan starta sin egen tränarrörelse i början av 2000. Dersoir fick snabba framgångar som kusk, främst tack vare att han vid endast 21 års ålder vinner Prix de Cornulier med hästen Tout Bon som tränades av Joël Hallais.
Han är gift med stor tränaren Joël Hallais dotter Carine, tillsammans med sin fru driver han stallet Ecurie Jeloca där deras affisch häst heter Cash du Rib.
Dersoir har vunnit Étrier d'or sex gånger (1994, 1997, 1998, 1999, 2001 och 2001).

## Större segrar i urval
| År   | Lopp                               | Häst               | tränare                  | Grupp   |
| ---- | ---------------------------------- | ------------------ | ------------------------ | ------- |
| 1993 | Prix de Cornulier                  | Tout Bon           | Joël Hallais             | Grupp 1 |
| 1994 | Prix de Vincennes                  | Dimitrio           | Joël Hallais             | Grupp 1 |
| 1995 | Prix de Vincennes                  | Éclair de Vandel   | Joël Hallais             | Grupp 1 |
| 1996 | Prix des Centaures                 | Éclair de Vandel   | Joël Hallais             | Grupp 1 |
| 1997 | Prix du Président de la République | Fac Similé         | Joël Hallais             | Grupp 1 |
| 2000 | Prix de Cornulier                  | First de Retz      | Philippe Allaire         | Grupp 1 |
| 2001 | Prix de Cornulier                  | First de Retz      | Philippe Allaire         | Grupp 1 |
| 2003 | Prix de Vincennes                  | Latinus            | Joël Hallais             | Grupp 1 |
| 2003 | Prix des Centaures                 | Latinus            | Joël Hallais             | Grupp 1 |
| 2003 | Critérium des 3 ans                | Memphis du Rib     | Joël Hallais             | Grupp 1 |
| 2003 | Prix de l'Étoile                   | Memphis du Rib     | Joël Hallais             | Grupp 1 |
| 2004 | Critérium des 4 ans                | Memphis du Rib     | Joël Hallais             | Grupp 1 |
| 2004 | Critérium des 3 ans                | Nikita du Rib      | Joël Hallais             | Grupp 1 |
| 2005 | Critérium des 4 ans                | Nikita du Rib      | Joël Hallais             | Grupp 1 |
| 2005 | Prix d'Essai                       | Oblat Pierji       | Joël Hallais             | Grupp 1 |
| 2006 | Prix du Président de la République | One du Rib         | Joël Hallais             | Grupp 1 |
| 2007 | Prix de Cornulier                  | One du Rib         | Joël Hallais             | Grupp 1 |
| 2008 | Prix d'Essai                       | Rockeuse du Rib    | Joël Hallais             | Grupp 1 |
| 2009 | Prix de Normandie                  | Quille Castelets   | Jean-Loïc-Claude Dersoir | Grupp 1 |
| 2017 | Prix des Élites                    | Cyprien des Bordes | Joël Hallais             | Grupp 1 |
| 2021 | Prix du Président de la République | Hirondelle du Rib  | Joël Hallais             | Grupp 1 |
| 2023 | Prix de Normandie                  | Ina du Rib         | Joël Hallais             | Grupp 1 |
| 2023 | Prix Bilibili                      | Ina du Rib         | Joël Hallais             | Grupp 1 |